# Theodor Langenmaier
Theodor Langenmaier (* 29. Dezember 1888 in München; † 1964) war ein deutscher Germanist, Literaturhistoriker und Lehrer.

## Leben
Theodor Langenmaier wurde 1888 in München als Sohn des Kaufmanns August Langenmaier geboren. Er studierte Geschichte, Geographie und Anthropologie u. a. bei Erich von Drygalski, Karl Theodor von Heigel, und Johannes Ranke und hörte Philosophie bei Georg von Hertling.
Langenmaier begann seine Promotion bei Erich von Drygalski mit der Dissertation Alte Kenntnis und Kartographie der zentralafrikanischen Seeregion. Als dieser nach Ausbruch des Ersten Weltkrieges zum Heeresdienst einrückte, übernahm Hermann Wagner von der Universität Göttingen die Durchsicht.
Langenmaier wurde Lehrer an der Königlichen Kreisoberrealschule für Oberfranken (heute Graf-Münster-Gymnasium). In seiner 1935 veröffentlichten und mehrmals neu aufgelegten zeitgeschichtlichen Literaturgeschichte folgte Langenmaier der neuen Diskursbestimmung durch die NS-Kulturpolitik.
Als nach Ende des Zweiten Weltkrieges die Jean-Paul-Gesellschaft neu gegründet wurde, wurde Theodor Langenmaier ihr Erster Vorsitzender und veröffentlichte in der Vereinszeitschrift Hesperus. Von der Stadt Bayreuth wurde ihm der Goldene Ehrenring verliehen.
Theodor Langenmaier starb Anfang 1964.

## Publikationen
- Alte Kenntnis und Kartographie der zentralafrikanischen Seeregion, Dissertation, Junge & Sohn, 1916, Erlangen.
- Lexikon zur alten Geographie des südöstlichen Äquatorialafrika. Abhandlungen des Hamburgischen Kolonialinstituts, Band 39. L. Friedrichsen & Co, Hamburg, 1918.
- Hundert Jahre Gewerb-, Real- und Oberrealschule Bayreuth, Ellwanger, 1933.
- Deutsches Schrifttum unserer Zeit und der vorangehenden Jahrzehnte, C.C. Buchner, 1935. 3. Aufl. 1940.
- Der Mensch der germanisch-deutschen Frühzeit, mit August Caselmann, Buchner, 1940.
- Kurze Geschichte der Deutschen Dichtung, zus. mit Karl Hunger, Deutscher Schulverlag, Lizenzausgabe aus C. C. Buchners Verlag, Bamberg, 1944.

### Als Herausgeber
- Jean Pauls reifste Idylle: Das Leben Fibels, Schulze-Verlag, Lichtenfels, 1956
- Das schöne Geschlecht: eine Sammlung von Jean Paul Aphorismen, Drei König Presse, 1963.

## Einzelbelege
1. ↑  Goldener Ehrenring, Webseite der Stadt Bayreuth.

| Personendaten    | Personendaten                                     |
| ---------------- | ------------------------------------------------- |
| NAME             | Langenmaier, Theodor                              |
| KURZBESCHREIBUNG | deutscher Germanist, Literarhistoriker und Lehrer |
| GEBURTSDATUM     | 29. Dezember 1888                                 |
| GEBURTSORT       | München                                           |
| STERBEDATUM      | 1964                                              |